# Jean-Marie Doney
Pour les articles homonymes, voir Doney.
Jean-Marie Doney, né le 25 novembre 1794 à Épeugney dans le Doubs, est un ecclésiastique français qui a été évêque de Montauban de 1843 à sa mort le 21 janvier 1871 à Montauban (Tarn-et-Garonne).

## Enfance et formation
Fils de cloutier, il commence ses études au collège de Dole, puis entre au grand séminaire de Besançon. Il est ordonné prêtre à Fribourg le 8 octobre 1818. 
D’abord professeur de philosophie au séminaire d’Ornans (1816-17) puis de Luxeuil, il est nommé vicaire à Saint-Pierre de Besançon (1822-23). En 1824, il est nommé professeur de philosophie au collège royal de Besançon, où il propage l’enseignement de Lamennais. Il développe ses idées dans plusieurs ouvrages, comme Institutiones logicae (Besançon, Gauthier frères, 1824) et Nouveaux éléments de philosophie d’après la méthode d’observation et le sens commun (2 vol., Belin-Mandar, 1829).
En 1829, il est suspendu de ses fonctions pour avoir fait l’apologie de la compagnie de Jésus. Il est nommé alors chanoine titulaire le 31 janvier 1829 par le cardinal de Rohan, puis vicaire général. En 1830-31, il s’en prend au préfet du Doubs qui désirait déplacer la croix de mission installée place Saint-Jean et est condamné à une amende et à un mois de prison. À la mort du cardinal de Rohan, il administre le diocèse et est nommé vicaire capitulaire par Guillaume-Valentin Dubourg en décembre 1833. Il travaille aussi, à la suite de l’abbé Gousset, au dictionnaire de théologie de Bergier (Besançon, Outhenin-Chalandre, 1843), et donne une nouvelle traduction du catéchisme du concile de Trente (Dijon, Lagier, 1842). 

## Évêque de Montauban
Longtemps suspect de par ses convictions mennaisiennes, il est, grâce aux recommandations de Montalembert, du député du Doubs Clément et de Césaire Mathieu, élu évêque de Montauban en novembre 1843. Il est sacré à la cathédrale de Besançon le 10 mars 1844. Il s’entoure de nombreux Comtois pour gouverner son diocèse où il se montre très engagé sur les questions du siècle. Il publie par exemple, Conformité de la foi catholique et de la constitution de l’église romaine avec l’Écriture sainte et l’église primitive (Paris, 1851), De la conspiration contre l’Église et les états monarchiques (Montauban, 1860). 
Il prend une part active au Premier concile du Vatican (1870).
Son neveu, Théodore Legain, lui succède comme évêque de Montauban.